# Center for Sergent- og Maritim Uddannelse
Center for Maritim uddannelse og Skibssikkerhed (CMS) er en af de fire kompetencecentre underlagt 4. Eskadre, og er indgangspunktet for alle værnepligtige, konstabler og kadetaspiranter der starter i Søværnet. Alle skal igennem Søværnets Basisuddannelse (SBU) for at lære de grundlæggende principper, holdninger og færdigheder der er nødvendige for at kunne bestride en stilling i Søværnet. Skolen er desuden uddannelsessted for samtlige sergenter i Søværnet.
Skolen hed oprindeligt Søværnets Sergent- og Reserveofficersskole (SSR) og fungerede udelukkende, som navnet antyder, med at uddanne sergenter og reserveofficerer. Skolen er placeret i det naturrige Bangsbostrand i det sydlige Frederikshavn. Skolen blev den 1. januar 2008 slået sammen med Søværnets Grundskole (SGS) der var placeret i Auderød og aktiviteterne blev samlet i Frederikshavn under navnet Søværnets Sergent- og Grundskole (SSG) frem til 1. januar 2014 hvor skolen fik sit nuværende navn. Omkring 800 elever kommer årligt igennem skolen på de forskellige uddannelser og skolen håndterer op til 350 elever af gangen.
Foruden SBU varetages flere andre uddannelser også af skolen, blandt andet:
- Uddannelse af sergenter samt videreuddannelse af disse til over- og seniorsergenter.
- Grund- og sergentuddannelse for kadetaspiranter.
- Obligatorisk uddannelse i redningsmidler for alle søværnets ansatte foregår i skolens svømmehal.
- Efteruddannelser inden for redningsmidler, fartøjstjeneste, sanitet, håndvåben og maritime force protection.

Som værnepligtig vil man blandt andet komme til at gennemgå træning i grundlæggende militæruddannelse, (vagttjeneste, håndvåben, førstehjælp, brandbekæmpelse, redningshjælp, speedbådscertifikat og røgdykkeruddannelse).